# 貞懿王后
貞懿王后（정의왕후，?—?）王氏，是高丽王朝宗室平壤公王基的女兒，也是高麗順宗王勳的王后。
《高麗史》對貞懿王后著墨不多，只知順宗王勳納王氏為后，死後謚號貞懿王后。

## 家族
- 父：平壤公王基
- 夫：高麗順宗王勳